# Jessop & Son

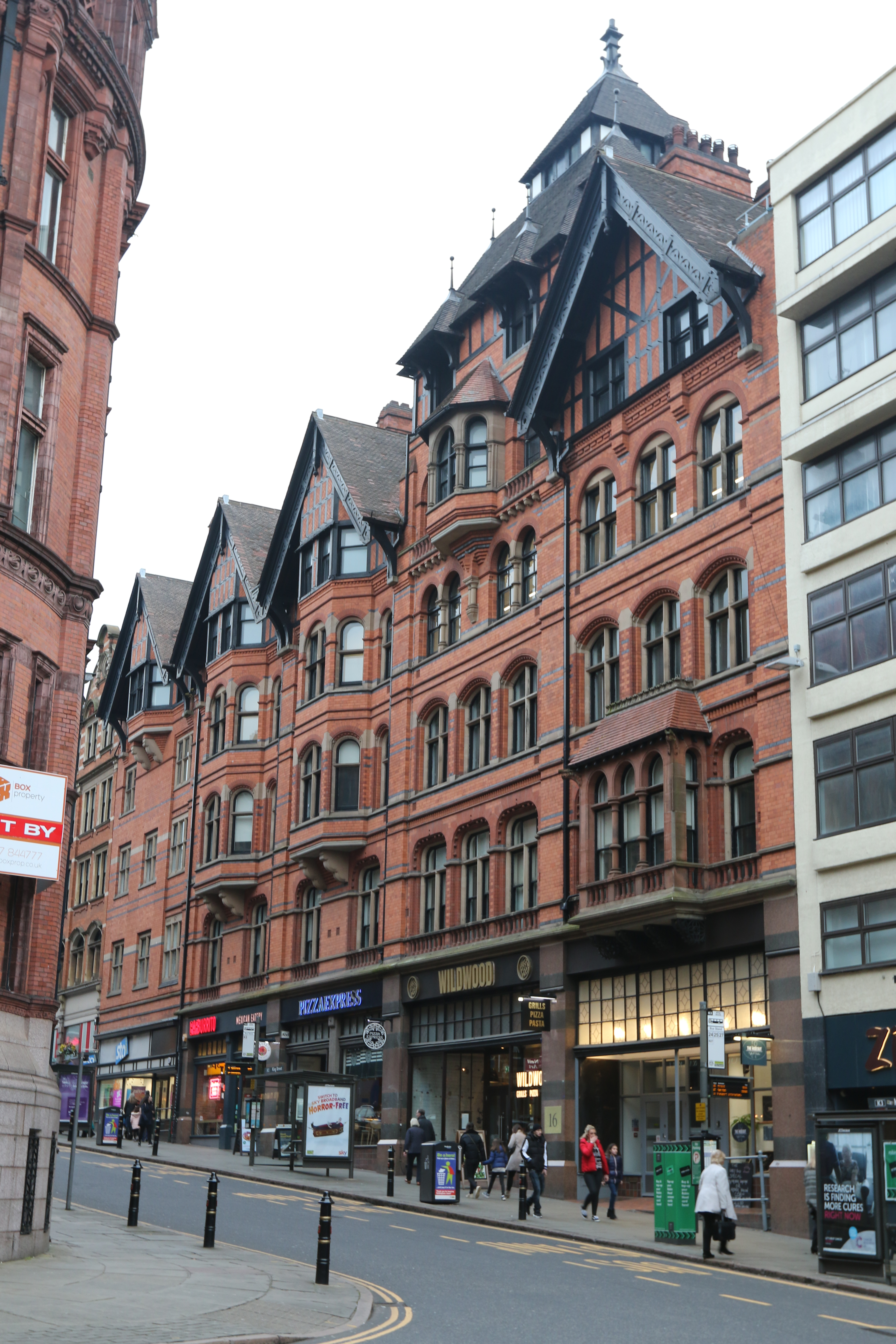
Voormalig Jessop & Son-winkel op King Street, Nottingham, gebouwd naar de ontwerpen van Watson Fothergill rond 1895

Jessop & Son was een warenhuis gevestigd in Nottingham, Engeland en werd onderdeel van de John Lewis Partnership.

## Geschiedenis

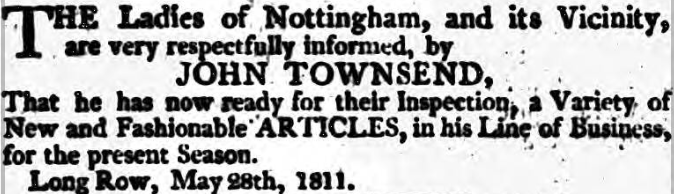
Uit het Nottingham Journal, 1 juni 1811

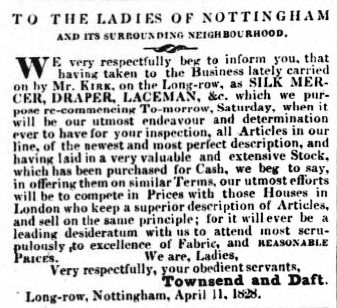
Uit de Nottingham Review and General Advertiser voor de Midland Counties, 11 april 1828

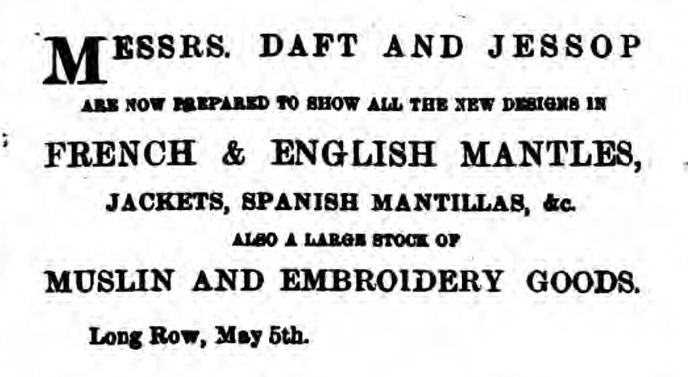
Uit de Nottinghamshire Guardian, 12 mei 1859

De ontstaansgeschiedenis van de winkel is vaag. Er wordt aangenomen dat er in oktober 1804 een winkel in Long Row, Nottingham werd geopend door John Townsend, maar gegevens uit de periode daarna zijn verloren gegaan. In 1828 ging Townsend een partnerschap aan met William Daft. Toen Townsend vertrok, kwam er in 1840 een nieuwe partner bij: de heer I. Kirk. Dit duurde echter slechts drie jaar en in 1859 ging Daft een partnerschap aan met de heer Zebedee Jessop. Het bedrijf, bekend als Midland Counties Mourning Warehouse, werd tot 1866 gerund door William Daft en Zebedee Jessop. Toen Daft overleed werd Jessop de enige verantwoordelijke.
In 1876 nam Zebedee Jessop zijn zoon William aan als partner, en in 1897, toen de winkel te klein werd en het huurcontract afliep, verhuisde de winkel van Long Row naar King Street. In 1907 stierf Zebedee Jessop en liet zijn zoon William James Jessop de volledige controle over de zaak over. William stond vaak in de krantenkoppen van lokale kranten omdat hij weigerde de Shops Act van 1912 te accepteren, die bepaalde dat winkels elke week een halve dag gesloten moesten zijn. Hij negeerde de regel en betaalde in plaats daarvan de boetes. William Jessop was ook ouderwets in zijn opvatting dat 80% van de handel op krediet werd gedaan.
De komst van de Eerste Wereldoorlog bracht echter veranderingen in de winkel teweeg. De kleermakerij verdween en confectiekleding kwam in zwang. Liften, typemachines en motorvoertuigen kwamen allemaal in zwang toen de sector met de tijd moderniseerde. De winkel bleef groeien en kocht steeds meer winkels langs Kings Street, maar in 1920 stierf William Jessop en kwam er een einde aan de groei van de zaak.

## John Lewis
Bij de dood van William Jessop had het bedrijf een omzet van £ 145.800. Toen John Lewis in 1933 Jessop & Son kocht, was de omzet gedaald tot £ 58.598. Jessops was de eerste nieuwe provinciale winkel van het bedrijf, die de daaropvolgende decennia zou groeien. In het eerste jaar dat het bedrijf er was, was de omzet al met 30% gestegen.
De Tweede Wereldoorlog verliep met slechts een oliebom die de tapijt- en meubelafdelingen verwoestte. Na de oorlog bleef het bedrijf groeien en in 1953 was de winst onder leiding van John Lewis met een factor 12,5 toegenomen. In 1962 werd er nog eens 2.700 m² aan de winkel toegevoegd, samen met een herinrichting van de winkel.
De onderneming bleef in de jaren 1960 groeien en daarom werd besloten de winkel te verplaatsen naar het nieuw ontwikkelde Victoria Centre. Deze verhuizing vond plaats in november 1972. Een teken van de groei van de onderneming was dat Jessops begin 1972 een omzet van £4 miljoen rapporteerde.
In de jaren 2000 werd de winkel, als onderdeel van de nationale campagne, omgedoopt tot John Lewis Nottingham.